# Psilopa nigrithorax
Psilopa nigrithorax är en tvåvingeart som beskrevs av Becker 1926. Psilopa nigrithorax ingår i släktet Psilopa och familjen vattenflugor.
Artens utbredningsområde är Egypten. Inga underarter finns listade i Catalogue of Life.